# Гленелг
Гленелг (англ. Glenelg) — парафія в Канаді, у провінції Нью-Брансвік, у складі графства Нортамберленд.

## Населення
За даними перепису 2016 року, парафія нараховувала 1560 осіб, показавши скорочення на 3,1%, порівняно з 2011-м роком. Середня густина населення становила 3,1 осіб/км².
З офіційних мов обидвома одночасно володіли 210 жителів, тільки англійською — 1 345. Усього 20 осіб вважали рідною мовою не одну з офіційних.
Працездатне населення становило 60,8% усього населення, рівень безробіття — 12,7% (18,8% серед чоловіків та 6,8% серед жінок). 89,9% осіб були найманими працівниками, а 7% — самозайнятими.
Середній дохід на особу становив $33 570 (медіана $29 376), при цьому для чоловіків — $37 490, а для жінок $29 476 (медіани — $34 731 та $23 552 відповідно).
37,5% мешканців мали закінчену шкільну освіту, не мали закінченої шкільної освіти — 25,5%, 37,5% мали післяшкільну освіту, з яких 20,6% мали диплом бакалавра, або вищий.
| Статево-вікова структура населення | Статево-вікова структура населення | Статево-вікова структура населення | Статево-вікова структура населення | Статево-вікова структура населення |
| ---------------------------------- | ---------------------------------- | ---------------------------------- | ---------------------------------- | ---------------------------------- |
|                                    |                                    |                                    |                                    |                                    |
| Всього                             | Всього                             | 50,6%49,4%                         |                                    |                                    |
| 0 — 14 років                       | 0 — 14 років                       |                                    | 15,7%                              | 15,7%                              |
| 15 — 64 років                      | 15 — 64 років                      |                                    | 63,1%                              | 63,1%                              |
| 65 і більше                        | 65 і більше                        |                                    | 21,2%                              | 21,2%                              |
| 85 і більше                        | 85 і більше                        |                                    | 2,2%                               | 2,2%                               |
| Середній вік (років)               | Середній вік (років)               | 44,144,8                           | 44,4                               | 44,4                               |
| Медіана (років)                    | Медіана (років)                    | 46,647,1                           | 46,9                               | 46,9                               |
| — чоловіки — жінки                 |                                    |                                    |                                    |                                    |

| Походження мешканців:     | Походження мешканців:     | Походження мешканців: | Походження мешканців: | Походження мешканців: |
| ------------------------- | ------------------------- | --------------------- | --------------------- | --------------------- |
| Походження                |                           |                       | осіб                  | %                     |
| Корінні американці        | Корінні американці        |                       | 130                   | 8.33%                 |
| Інше північноамериканське | Інше північноамериканське |                       | 720                   | 46.15%                |
| Європейське               | Європейське               |                       | 1 125                 | 72.12%                |
| британське                | британське                |                       | 1 030                 | 66.03%                |
| французьке                | французьке                |                       | 325                   | 20.83%                |
| Карибське                 | Карибське                 |                       | 10                    | 0.64%                 |

| Зайнятість населення за галузями (за класифікацією NOC): | Зайнятість населення за галузями (за класифікацією NOC): | Зайнятість населення за галузями (за класифікацією NOC): | Зайнятість населення за галузями (за класифікацією NOC): | Зайнятість населення за галузями (за класифікацією NOC): |
| -------------------------------------------------------- | -------------------------------------------------------- | -------------------------------------------------------- | -------------------------------------------------------- | -------------------------------------------------------- |
|                                                          |                                                          |                                                          |                                                          |                                                          |
| Управління                                               | Управління                                               |                                                          | 3,9%                                                     | 3,9%                                                     |
| Бізнес, фінанси та адміністрування                       | Бізнес, фінанси та адміністрування                       |                                                          | 12,4%                                                    | 12,4%                                                    |
| Природничі та прикладні науки                            | Природничі та прикладні науки                            |                                                          | 3,3%                                                     | 3,3%                                                     |
| Охорона здоров'я                                         | Охорона здоров'я                                         |                                                          | 7,2%                                                     | 7,2%                                                     |
| Освіта, правозахист, муніципальні та урядові служби      | Освіта, правозахист, муніципальні та урядові служби      |                                                          | 12,4%                                                    | 12,4%                                                    |
| Мистецтво, культура, відпочинок та спорт                 | Мистецтво, культура, відпочинок та спорт                 |                                                          | 1,3%                                                     | 1,3%                                                     |
| Роздрібна торгівля та послуги                            | Роздрібна торгівля та послуги                            |                                                          | 22,9%                                                    | 22,9%                                                    |
| Гуртова торгівля, транспорт та обладнання                | Гуртова торгівля, транспорт та обладнання                |                                                          | 22,9%                                                    | 22,9%                                                    |
| Природні ресурси, сільське господарство                  | Природні ресурси, сільське господарство                  |                                                          | 5,2%                                                     | 5,2%                                                     |
| Виробництво                                              | Виробництво                                              |                                                          | 7,8%                                                     | 7,8%                                                     |

## Клімат
Середня річна температура становить 4,7°C, середня максимальна – 22,9°C, а середня мінімальна – -16,3°C. Середня річна кількість опадів – 1 135 мм.
| Клімат поселення                              | Клімат поселення | Клімат поселення | Клімат поселення | Клімат поселення | Клімат поселення | Клімат поселення | Клімат поселення | Клімат поселення | Клімат поселення | Клімат поселення | Клімат поселення | Клімат поселення | Клімат поселення |
| Показник                                      | Січ.             | Лют.             | Бер.             | Квіт.            | Трав.            | Черв.            | Лип.             | Серп.            | Вер.             | Жовт.            | Лист.            | Груд.            |                  |
| Середній максимум, °C                         | −3,82            | −2,57            | 2,71             | 8,76             | 15,48            | 21,36            | 22,94            | 22,10            | 17,11            | 11,12            | 5,16             | −2,49            |                  |
| Середня температура, °C                       | −10,05           | −8,79            | −3,5             | 2,55             | 9,27             | 15,13            | 18,98            | 18,13            | 13,15            | 7,16             | 1,20             | −6,46            |                  |
| Середній мінімум, °C                          | −16,26           | −14,99           | −9,7             | −3,67            | 3,05             | 8,94             | 15,02            | 14,18            | 9,18             | 3,19             | −2,77            | −10,43           |                  |
| Норма опадів, мм                              | 104              | 78               | 92               | 90               | 98               | 86               | 104              | 89               | 83               | 99               | 104              | 108              |                  |
| Середньомісячна швидкість вітру, м/с          | 4.60             | 4.48             | 4.60             | 4.42             | 4.11             | 3.68             | 3.35             | 3.32             | 3.65             | 4.11             | 4.34             | 4.58             |                  |
| Середньомісячна сонячна радіація, кДж/м²·день | 5213             | 8687             | 12524            | 15390            | 18281            | 20259            | 19883            | 17445            | 12944            | 8062             | 4805             | 3897             |                  |
| --------------------------------------------- | ---------------- | ---------------- | ---------------- | ---------------- | ---------------- | ---------------- | ---------------- | ---------------- | ---------------- | ---------------- | ---------------- | ---------------- | ---------------- |
| Джерело:                                      |                  |                  |                  |                  |                  |                  |                  |                  |                  |                  |                  |                  |                  |